# Hansheinrich Kummerow
Hansheinrich Kummerow (ou Hans-Heinrich Kummerow) né le 27 février 1903 à Magdebourg et mort le 4 février 1944 à Halle-sur-Saale, est un scientifique, docteur en ingénierie allemand et résistant au national-socialisme.

## Biographie
Après une scolarité à Magdebourg et à Posen, il passe son Abitur au Steglitz Gymnasium de Berlin en 1921. À partir du semestre d'été 1921, il étudie la musique pendant trois semestres. En octobre 1922, il s'inscrit à la Faculté de philosophie de l'Université Humboldt de Berlin et étudie les mathématiques pendant un semestre, mais part en 1923 pour l'Université technique de Berlin, obtenant en 1927 son diplôme d'ingénieur chimiste. Il est assistant de conférence à l'Institut de chimie, de physique et d'électrochimie de l'Université technique des sciences appliquées. En juillet 1929, il présente sa thèse sur La décomposition thermique de l'oxyde d'azote.
Il est ingénieur en chef à la Gasglühlicht-Auer-Gesellschaft jusqu'au 27 octobre 1932 puis au bureau de développement de Loewe-Radio-AG à Berlin.
Bien qu'il soit politiquement indépendant, il rejoint les groupes de résistance communistes après la prise du pouvoir par les Nazis, et organise des actes de sabotage contre l'industrie de l'armement avec Hans Coppi et Erhard Tohmfor. Il devient agent de renseignement et recueille des informations scientifiques et techniques pour l'Union soviétique, la France et la Grande-Bretagne. Après le déclenchement de l'opération Barbarossa, il rejoint l'Orchestre rouge autour de Harro Schulze-Boysen et Arvid Harnack, et utilise leur réseau de renseignement pour transmettre des informations à l'Armée rouge.
Kummerow est associé à tort au rapport d'Oslo : il n'a pas pris part à ce document rédigé par le physicien Hans Ferdinand Mayer.
Selon le Berliner Morgenpost, « l'ingénieur Hans-Heinrich Kummerow a planifié en 1942 une tentative d'assassinat contre le ministre de la propagande nazie » (Joseph Goebbels). Kummerow prévoyait d'installer une mine sous le pont menant à la propriété de Goebbels sur l'île de Schwanenwerder et de la faire exploser à distance
Il est arrêté en novembre 1942, et en décembre il est condamné à mort par le Reichskriegsgericht. Le 4 février 1944, il est guillotiné à Halle. Le registre des décès indique arrêt cardio-respiratoire comme cause de la mort.
Son épouse Ingeborg Kummerow, condamnée à mort par le même tribunal en janvier 1943, est exécutée le 5 août 1943 à la prison de Plötzensee.

## Hommage
- En 1969, Hansheinrich Kummerow reçoit à titre posthume l'Ordre du Drapeau rouge[3]
- En RDA, une rue de la zone de développement Neustädter Feld à Magdebourg est baptisée Hansheinrich-Kummerow-Straße. Elle est renommée Resewitzstrasse après 1990.
- Le 27 mars 2015, une Stolperstein est déposée devant son ancien domicile, Spanische Allee 166 à Berlin-Nikolassee.